# Bahnhofstraße (Bützow)
Die Bahnhofstraße  (auch: Vor dem Wolker Tor) ist eine Ausfallstraße und liegt außerhalb der einstigen Wallanlage der ehemaligen Bischofsresidenz und Universitätsstadt Bützow im Landkreis Rostock in Mecklenburg.

## Geografische Lage
Die  Bahnhofstraße  ist je nach Abschnitt als Anliegerstraße und Landesstraße unterschiedlich gestaltet. Der Fahrbahnbelag besteht aus Asphalt.
Im ersten Teil der Bahnhofstraße, von der Langen Straße bis zur Neuen Bahnhofstraße ist die Fahrbahn in beide Richtungen befahrbar. Im zweiten Teil, ist die Neue Bahnhofstraße als Einbahnstraße angeschlossen und mündet vor dem Bahnhofsgebäude wieder auf die in beide Richtungen befahrbare Bahnhofstraße. Diese beiden Abschnitte sind Teil der Landesstraße 11. Im dritten Teil führt zum einen, die Bahnhofstraße in Richtung Tarnow, zum anderen als Einbahnstraße mit abbiegenden Straßenverläufen in Richtung Wolkener Bahnübergang und zurück auf die Lange Straße. Dieser Abschnitt ist Teil der Landesstraße 14.

## Geschichte

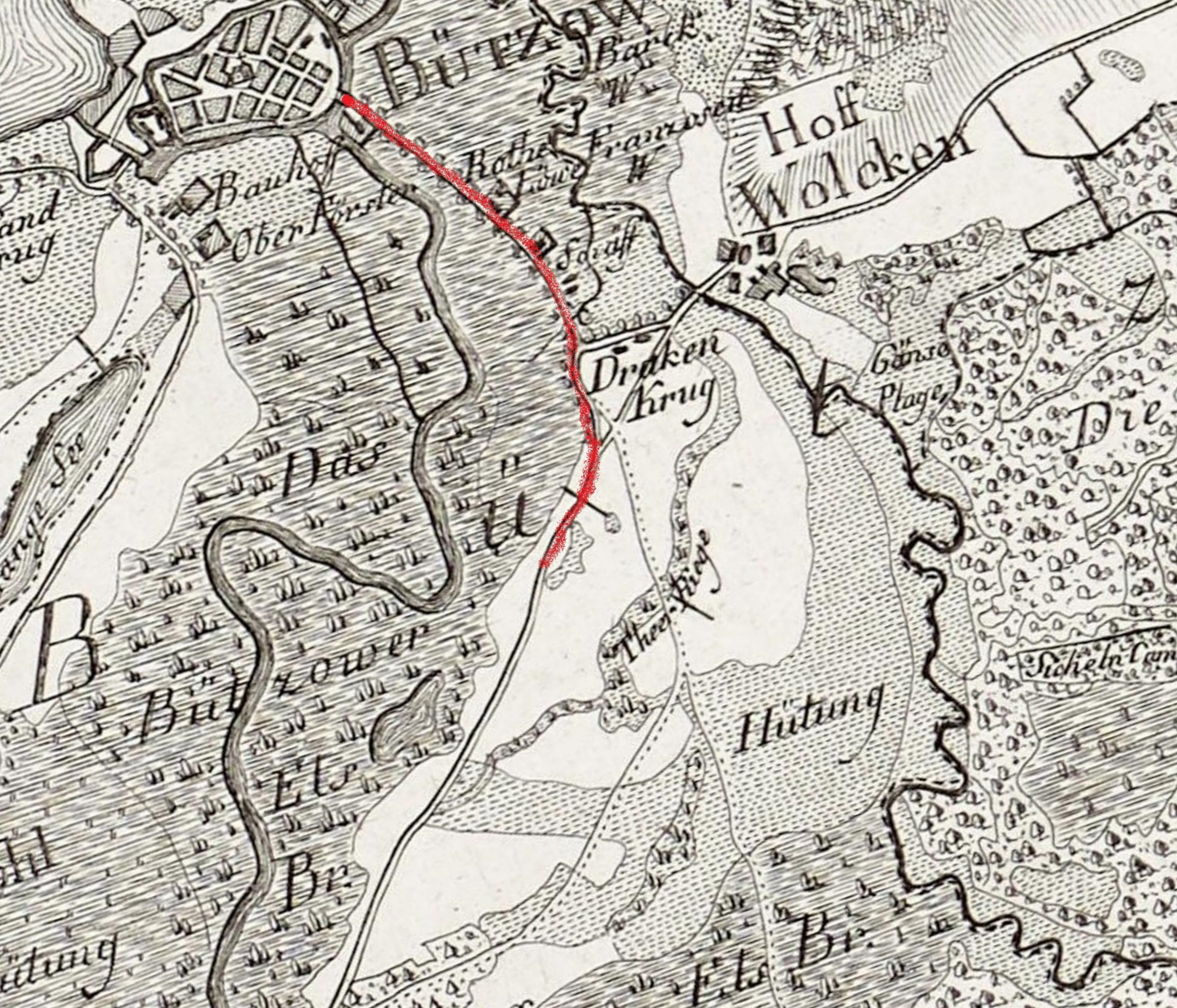
Lage der Straße Vor dem Wolker Tor

1249 wurde die Stadt Bützow, mit einer Wallanlage befestigt. Die Befestigung bestand aus einer Stadtmauer und derer zunächst hölzerner, später steinernen Toren mit Schanzen (Haupt- und Stadtthor der Bischofsburg, Rühner Thor, Rostocker Thor, Wolker Thor, Ausfalltor), zudem formte sich im Laufe der Zeit eine Holzwegung, welche in- und außerhalb der Stadt verliefen.
Wenn man die Stadt in östlicher Richtung verließ, stand das Wolker Doppeltor mit gotischem Giebel zwischen zwei Torhäusern am Ende der Langen Straße, diesseits des Stadtgrabens, den eine Zugbrücke überspannte. Danach führte eine feste „Lange Brücke“ über die Warnow auf die Mühleninsel, folgende Mühlenarche und das Ravelin überquert hatte, führte ein langer Damm längs der Warnow aus der Stadt hinaus. Der Damm wurde schon im Mittelalter aufgeschüttet und mit Steinen gepflastert, als Teil des alten Handelsweges über Wolken nach Güstrow  und hinter der Schweinsbrücke, abbiegenden Handelsweg in Richtung der Zollstation Vorburg, weiterführend nach Sternberg und Schwerin. Dass es vor den Toren der Stadt drei Krüge (Sandkrug, Kaffekrug, Drakenkrug) gab, lässt erkennen, dass Bützow an einer wichtigen Kreuzung von Handelswegen lag.
Der Damm erhielt seinen Namen über Jahrhunderte hinweg nach seiner Lage und dem nahegelegenen Stadttor. Mit dem Bau der ersten Eisenbahnstrecke in Mecklenburg durch die Mecklenburgische Eisenbahngesellschaft und dem Anschluss Bützows im Jahr 1850 an die Strecke von Wismar nach Rostock, prägte sich ab etwa 1860 im Volksmund der neue Name Eisenbahnstraße oder Bahnhofstraße ein, da die Straße direkt zum Bahnhof und zur Eisenbahn führte.

## Straßenname im Wandel der Zeit
In dem noch erhaltenen Archivmaterial wird das Gebiet „fürm Wolckerthor“ 1614 im Stadtpfandbuch zum ersten Mal genannt. Von 1614 bis 1900 wechselte der Name von: fürm Wolker thor , fürm Wolckerthor, Vor dem Wolker Tor, Vor dem Wolker Thor, sowie Eisenbahnstraße. Im ersten Adressbuch für die Stadt Bützow von 1902, wird die Straße erstmalig Bahnhofstraße genannt.
Anlässlich des 40. Jahrestages der Befreiung vom Faschismus sollte auf Anordnung des Politbüros des ZK der SED jede Straße, in denen die Rote Armee einmarschiert war, den Namen Befreiung tragen. Am 7. Mai 1985 wird aus der Bahnhofstraße die Straße der Befreiung.
Nach der Wiedervereinigung war der Name Straße der Befreiung nicht mehr angebracht. 1990 wurde ein Gremium gebildet, um über die Rückbenennung der Straße zu beraten und abzustimmen. Alle umbenannten Straßen und Plätze sollten wieder ihren historischen Namen erhalten. Mit dem Beschluss vom 1. Oktober 1990 erhielt die Bahnhofstraße  ihren Namen zurück.

## Bebauung
An der Straße stehen zumeist zweigeschossige Wohn- und Geschäftshäuser. Bis 1900 waren folgende Häuser gebaut und Hausnummern vergeben.
Die Denkmalplakette  kennzeichnet Baudenkmale der Bahnhofstraße.
| Haus Nr. | Historische Haus- nummer bis 1908 |  | Geschichtliche Anmerkungen                                                              | Eigentümer oder Verwendung |
| -------- | --------------------------------- |  | --------------------------------------------------------------------------------------- | --- |
| 1        | 73A                               |  | Haus existiert nicht mehr. 53° 50′ 50,8″ N, 11° 59′ 12,3″ O                             | ehemals: Kaufmann F. Dahse in Rostock |

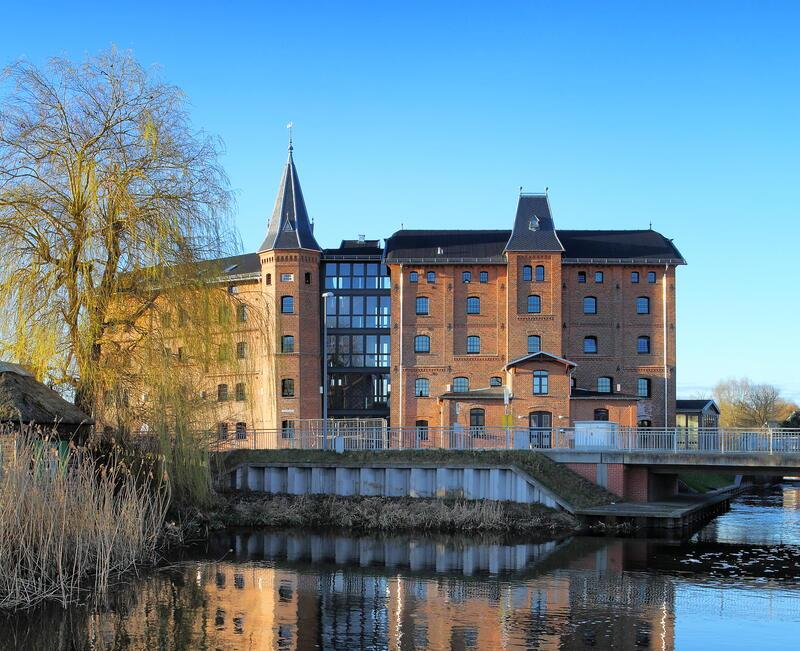
Bahnhofstraße 2

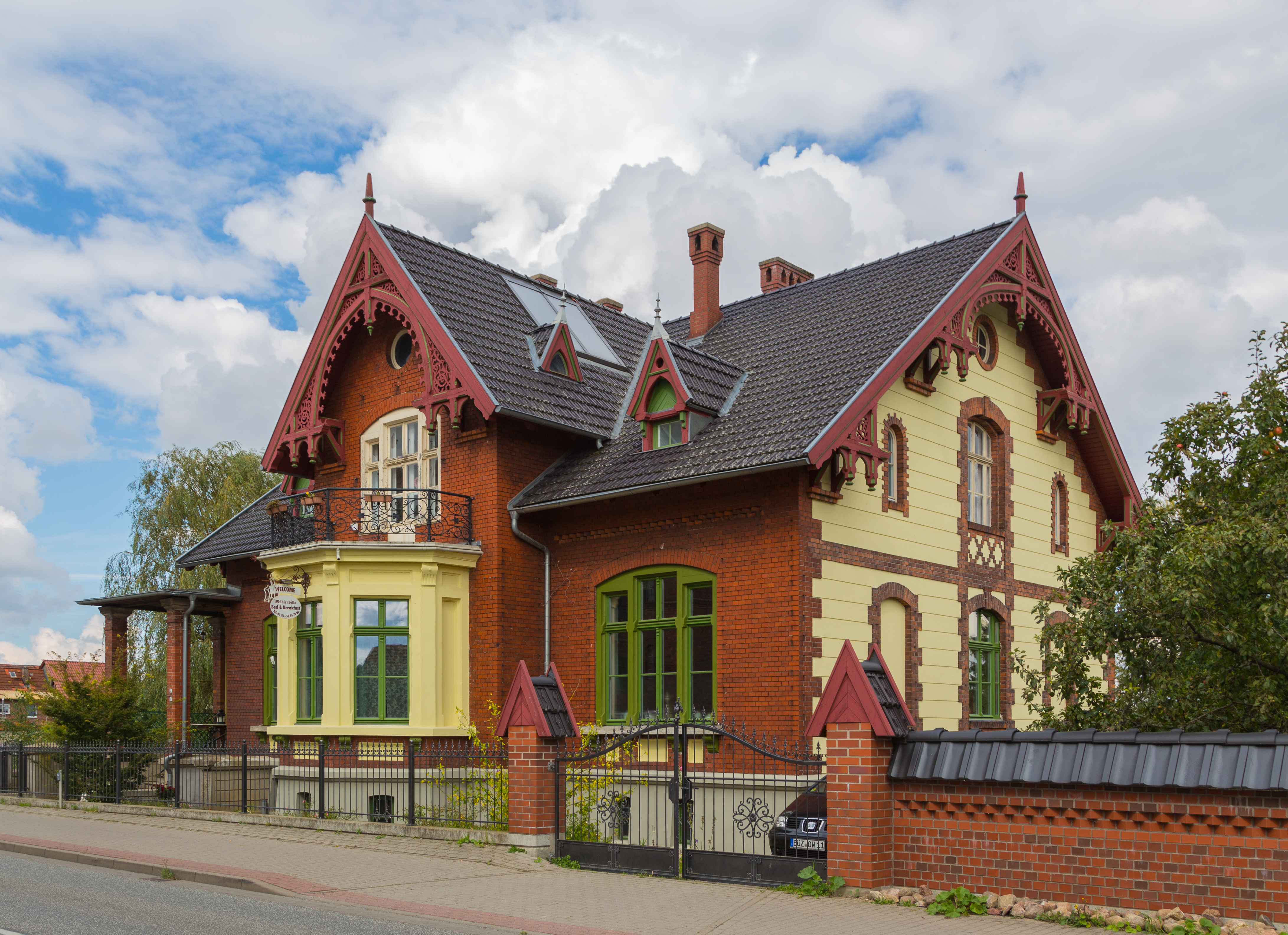
Bahnhofstraße 3

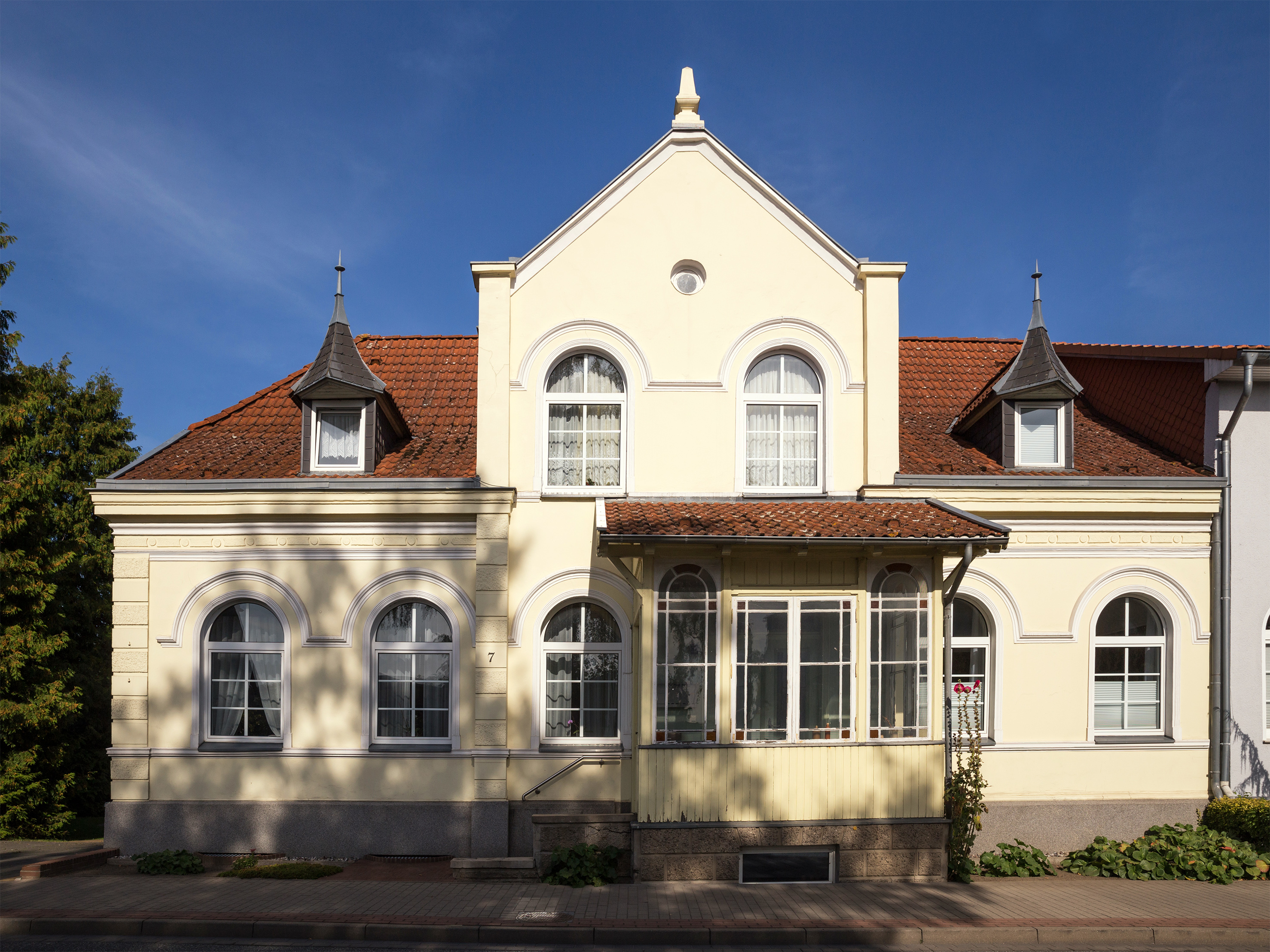
Bahnhofstraße 7

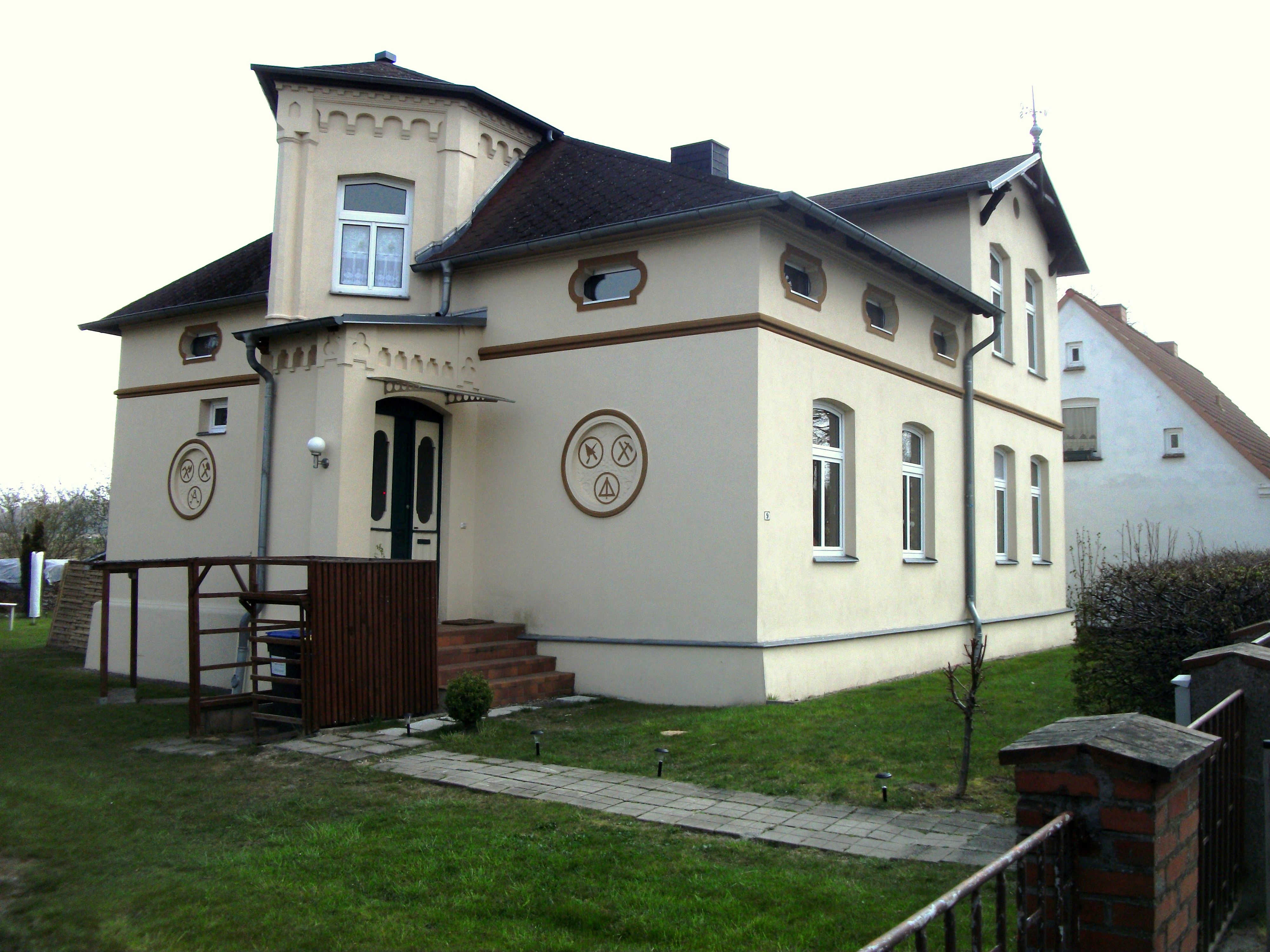
Bahnhofstraße 9

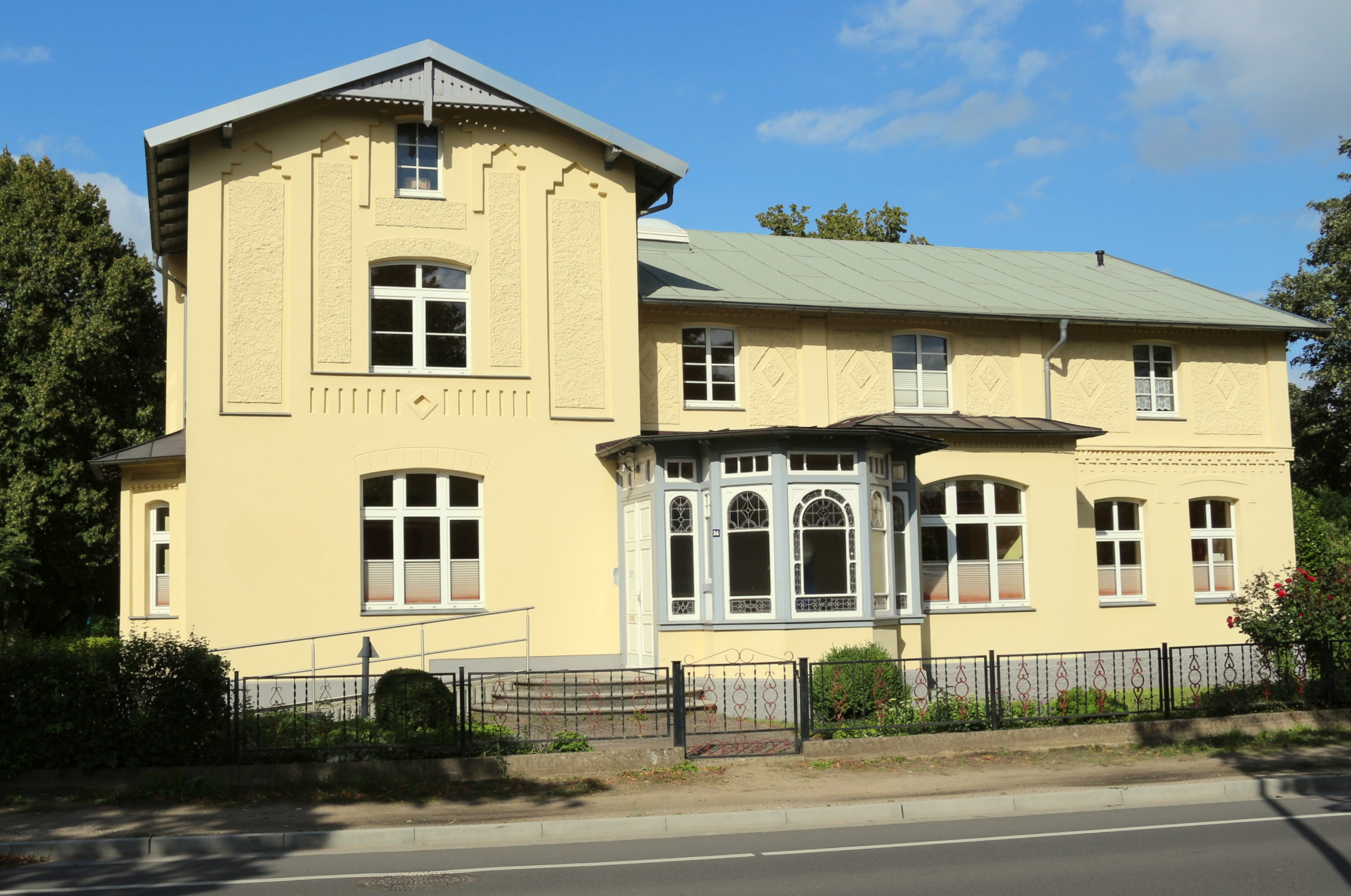
Bahnhofstraße 34

| 2        | 1A                                |  | Großherzogliche Wassermühle                                                             | ehemals: Herzogliches Finanzministerium, Großherzogliches Finanzministerium, Finanzministerium Freistaat Mecklenburg ehemalige Pächter: - Johann Friedrich Hagemeister (Müllermeister) - Friedrich Scheuermann (Müllermeister) - Carl Propp (Müllermeister) - August Propp (Müllermeister) Eigentümer ab 1941 - Carl Propp KG - Ch. Schröder, geb. Propp - Volkseigentum, Rechtsträger Rat der Stadt Bützow - Volkseigentum, Rechtsträger VEB Dienstleistungen Bützow - Bützower Handels- und Verwaltungsgesellschaft - Ökotex GmbH - F. Hoßmann - K. Hoßmann - Dr. V. Hefftler |
| 3        | 1B                                |  | Propp’sche Villa                                                                        | ehemals: Wohnhaus Müllermeister A. Propp, später: Ch. Schröder geb. Propp |
| 4        | 74A                               |  |                                                                                         | ehemals: Malermeister F. Geist, später: Pastor C. Ahrend (Pastor am Centralgefängnis) |
| 5        | 74B                               |  |                                                                                         | ehemals: Tierarzt Ed. Luger, später: Kaufmann C. Henke |
| 6        | 74C                               |  |                                                                                         | ehemals: Senator C. Becker, später: Maurermeister Fr. Nagel, später: Viehhändler F. Lorani |
| 7        | 74D                               |  |                                                                                         | ehemals: Kanzleirath Adolf von Wick, später: Rentier C. Kühl |
| 8        | 74E                               |  | Villa Stötzer                                                                           | ehemals: F. Krüger, später: Oberlehrer Prof. O. Stötzer |
| 9        | 74K                               |  |                                                                                         | ehemals: Rentier C. J. Appel, später:Kaufmann Hermann Fleischer |
| 10       | 74H                               |  |                                                                                         | ehemals: Zimmergeselle H. Gundlach |
| 11       | 474                               |  | Haus existiert nicht mehr.                                                              | ehemals: Bahnmeister E. Christens, später: Kaufmann W. Appel |
| 12       | 74F                               |  | Haus existiert nicht mehr.                                                              | ehemals: Weißgerbermeister G. Jürgens, später: Bauunternehmer W. Warning |
| 13       | 74J                               |  |                                                                                         | ehemals: Handelsmann F. Kavelmann |
| 13A      |                                   |  |                                                                                         | ehemals: Zimmermann J. Winter, später: Bäckermeister C. Marx, später: H. Waterstrat, später:K. Hoßmann, später: F. Hoßmann |
| 13B      |                                   |  |                                                                                         | ehemals: Lehrer H. Priebcke |
| 13C      |                                   |  |                                                                                         | ehemals:Zimmermann J. Winter , später: J. Voß |
| 14       | 472                               |  | Volksmund: Berliner Haus                                                                | ehemals: Bahnwärter F. Tengel, Postmeister F. Mußfeld später: Schuhmachermeister H. Letko |
| 14A      |                                   |  | Volksmund: Berliner Haus                                                                | ehemals: A. Krüngel |
| 15       | 471B                              |  | Haus existiert nicht mehr.                                                              | ehemals: Sensenstreicherfabrikant F. Lange |
| 16       | 471A                              |  |                                                                                         | ehemals: Zimmergeselle P. Scharff |
| 17       | 471E                              |  |                                                                                         | ehemals: Zimmergeselle J. Götz |
| 18       | 471D                              |  |                                                                                         | ehemals: Fabrikbesitzer zu Berlin H. Kaven |
| 19       | 74G                               |  |                                                                                         | ehemals: Forstgeometer C. Burmeister, später: K. Behn |
| 20       | 471C                              |  |                                                                                         | ehemals: Schlachtermeister H. Fust |
| 21       | 471                               |  | Haus existiert nicht mehr. Gebäude für den Bau des Warnow/Nebel-Umflutkanal abgerissen. | ehemals: Gastwirt F. Fust, später: Gastwirt H. Schröder |
| 22       |                                   |  |                                                                                         | ehemals: Stadtkämmerei (Schlachthof) |
| 23       | 452                               |  | Haus existiert nicht mehr.                                                              | ehemals: Arbeitsmann Joh. Müller, später: Händler H. Thielke |
| 24       | 453                               |  | Erste Molkerei zu Bützow                                                                | ehemals: Vorschußverein zu Bützow, später: Molkerei Genossenschaft Bützow |
| 24A      |                                   |  |                                                                                         | ehemals: Granitschleiferei von F. Ritzmann und Birr, später: Post Bützow |
| 25       | 468                               |  | Haus existiert nicht mehr.                                                              | ehemals: Kaufmann H. Appel |
| 26       | 461A                              |  | Haus existiert nicht mehr.                                                              | ehemals: Lokomotivführer A. Wahmckow |
| 27       | 454                               |  |                                                                                         | ehemals: Bahnmeister F. Buchtin, Rentier A. Vick, später: Bezirksaktuar O. Münster |
| 28       | 455                               |  |                                                                                         | ehemals: Bahnmeister L. Schmidt, später: Weber H. Hahn |
| 29       | 455A                              |  |                                                                                         | ehemals: Bahnarbeiter F. Ahrens, Bahnwärter J. Knoll später: Arbeiter F. Laß |
| 30       | 456                               |  |                                                                                         | ehemals: Ackerbürger H. Tolzien, später: Ackerbürger Fr. Buchholz |
| 31       | 457                               |  | Haus existiert nicht mehr.                                                              | ehemals: Bahnmeister J. Fink , später: Kaufmann K. Amerpohl |
| 32       | 457A                              |  |                                                                                         | ehemals: Güter-Inspektor G. Rong, später: Sensenstreicherfabrikant Joh. Lange |
| 33       | 458 / 459                         |  |                                                                                         | ehemals: Rentier D. Päpke, später: Ackerbürger J. Voth |
| 33A      | 465                               |  | Haus existiert nicht mehr.                                                              | ehemals: Zimmermeister P. Hering |
| 33B      | 466                               |  |                                                                                         | ehemals: Zimmermeister P. Hering |
| 34       | 461                               |  | Prahst’sche Villa                                                                       | ehemals: J. Otto , später: Oberlandbaumeister A. Prahst, später: Kaufmann F. Stein, später: Getreidehändler G. Josehy, später: Pfarrkapelle und Pfarrhaus der Römisch-Katholischen Gemeinde Bützow |
| 35       | 460                               |  | Geburtshaus des Julius Jeppe Gründungsstätte der R. Dolberg Aktiengesellschaft          | ehemals: Fabrikbesitzer J. Jeppe , später: Torfmaschinen- und Ziegelpressenfabrik Rudolf Dolberg, später: Handelsgesellschaft H. Josephy |
| 36       | 460A                              |  |                                                                                         | ehemals: Kaufmann H. Kaven, Berlin |
| 37       | 459A                              |  | Drakenkrug, Eisenbahnhalle, Jugendclubhaus                                              | ehemals: Krüger F. Draack, später: Krüger F. Draack, später: Schankwirt H. Thiede |
| 38       | 459B                              |  |                                                                                         | ehemals: Fuhrmann J. Harder |
| 39       | 459C                              |  |                                                                                         | ehemals: Bäcker W. Schmidt |
| 40       | 429                               |  | Bahnhof Bützow                                                                          | ehemals: Großherzogliches Ministerium des Inneren (Eisenbahn) |
| 41       | 479B                              |  |                                                                                         | ehemals: Sägereibesitzer H. R. Ruhser |
| 42       | 479A                              |  |                                                                                         | ehemals: Händler F. Kadow |